# Hypopnée
L’hypopnée est une diminution de l'amplitude respiratoire de 10 % à 50 % durant le sommeil et pendant 10 secondes avec une diminution de 3 % à 4 % de la saturation (oxygène dans le sang). L'hypopnée peut être caractérisée par des arrêts répétés de la respiration ou une respiration faible pendant de courtes périodes de temps durant le sommeil. En termes anatomiques, il y a un effondrement intermittent des voies aériennes supérieures et une réduction des concentrations sanguines en oxygène pendant le sommeil. Ainsi, une personne endormie devient incapable de respirer normalement et se réveille avec chaque effondrement. 

## Symptômes
- la perte d'énergie ;
- une somnolence excessive ;
- manque de concentration ;
- des changements rapides d'humeur et de comportement ;
- de la nervosité.